# 가쿠슈인시타 정류장
가쿠슈인시타 정류장(일본어: 学習院下停留場)은 일본 도쿄도 도시마구 다카다 2초메에 있는 도쿄 도 교통국 도덴 아라카와 선의 정류장이다. 도시마 구의 최남단 역이다.

## 정류장 구조
상대식 승강장 2면 2선의 지상 정류장이다.

## 정류장 주변
- 가쿠슈인 대학
- 와세다 문리 전문학교
- 일본 외국어 전문학교
- 다이쇼 제약 본사
- 빅 카메라 본사
- 메이지도리
- 간다 강

## 역사
- 1914년 12월 25일: 영업 개시.

## 인접 정류장
| 도쿄 도 교통국 ■ 도덴 아라카와 선 | 도쿄 도 교통국 ■ 도덴 아라카와 선 | 도쿄 도 교통국 ■ 도덴 아라카와 선 |
| --------------------------------- | --------------------------------- | --------------------------------- |
| 오모카게바시 와세다 방면          |                                   | 기시보진마에 미노와바시 방면      |